# Клейтон (округ, Джорджія)
Шаблон:StateAbbr_ 33°32′ пн. ш. 84°22′ зх. д. / 33.54° пн. ш. 84.36° зх. д.
Округ Клейтон (англ. Clayton County) — округ (графство) у штаті Джорджія, США. Ідентифікатор округу 13063.

## Історія
Округ утворений 1858 року.

## Демографія
За даними перепису
2000 року
загальне населення округу становило 236517 осіб, зокрема міського населення було 233343, а сільського — 3174.
Серед мешканців округу чоловіків було 114892, а жінок — 121625. В окрузі було 82243 домогосподарства, 59190 родин, які мешкали в 86461 будинках.
Середній розмір родини становив 3,3.
Віковий розподіл населення поданий у таблиці:
| Стать    | До 15 років | 15-21 | 22-29 | 30-39 | 40-49 | 50-65 | 65-85 | Понад 85 |
| -------- | ----------- | ----- | ----- | ----- | ----- | ----- | ----- | -------- |
| Чоловіки | 30455       | 12759 | 16118 | 20707 | 15896 | 13295 | 5351  | 311      |
| Жінки    | 29667       | 11662 | 16605 | 22537 | 18067 | 14826 | 7467  | 794      |

## Суміжні округи
- Декальб — північний схід
- Генрі — схід
- Сполдінг — південь
- Файєтт — південний захід
- Фултон — північний захід

## Виноски
1. ↑  U.S. Decennial Census. United States Census Bureau. Архів оригіналу за 26 квітня 2015. Процитовано 20 червня 2014.
2. ↑  Historical Census Browser. University of Virginia Library. Архів оригіналу за 11 Серпня 2012. Процитовано 20 червня 2014.
3. ↑  Population of Counties by Decennial Census: 1900 to 1990. United States Census Bureau. Архів оригіналу за 2 Лютого 2019. Процитовано 20 червня 2014.
4. ↑  Census 2000 PHC-T-4. Ranking Tables for Counties: 1990 and 2000 (PDF). United States Census Bureau. Архів оригіналу (PDF) за 18 Грудня 2014. Процитовано 20 червня 2014.
5. ↑  State & County QuickFacts. United States Census Bureau. Архів оригіналу за 8 липня 2011. Процитовано 20 червня 2014.(англ.) Наведено за англійською вікіпедією.
6. ↑  American FactFinder. Бюро перепису населення США. Архів оригіналу за 29 липня 2011. Процитовано 31 січня 2008.

| США | Це незавершена стаття з географії США. Ви можете допомогти проєкту, виправивши або дописавши її. |